# Тайрін-Мару
Тайрін-Мару (Tairin Maru) — транспортне судно, яке під час Другої світової війни взяло участь у операціях японських збройних сил в архіпелазі Бісмарка.
Тайрін-Мару спорудили в 1941 році на верфі Kawaminami Kogyo на замовлення компанії Taiyo Kaiun.
Надалі судно реквізували для потреб Імперського флоту Японії.
14 жовтня 1943-го Тайрін-Мару у складі конвою SO-406 вийшло з Палау (важливий транспортний хаб на заході Каролінських островів) та попрямувало до Рабаулу — головної передової бази в архіпелазі Бісмарка, з якої здійснювались операції на Соломонових островах та сході Нової Гвінеї. На борту Тайрін-Мару було 2100 тонн вантажу, включаючи танки, транспортні засоби, провізію.
18 жовтня в районі за чотири з половиною сотні кілометрів на північний захід від островів Адміралтейства (і за 1100 км від Рабаулу) конвой атакував підводний човен Silversides. Хоча в останній момент субмарину помітили і судна конвою дістали наказ почати маневр ухилення, дві торпеди влучили в Тайрін-Мару, котре затонуло протягом 10 хвилин. Загинуло 5 членів екіпажу.